# Limopsidae
Limopsidae zijn een familie van Tweekleppigen uit de orde Arcida.

## Geslachten
- Circlimopa Iredale, 1939
- Limopsis Sassi, 1827